# 僧兵

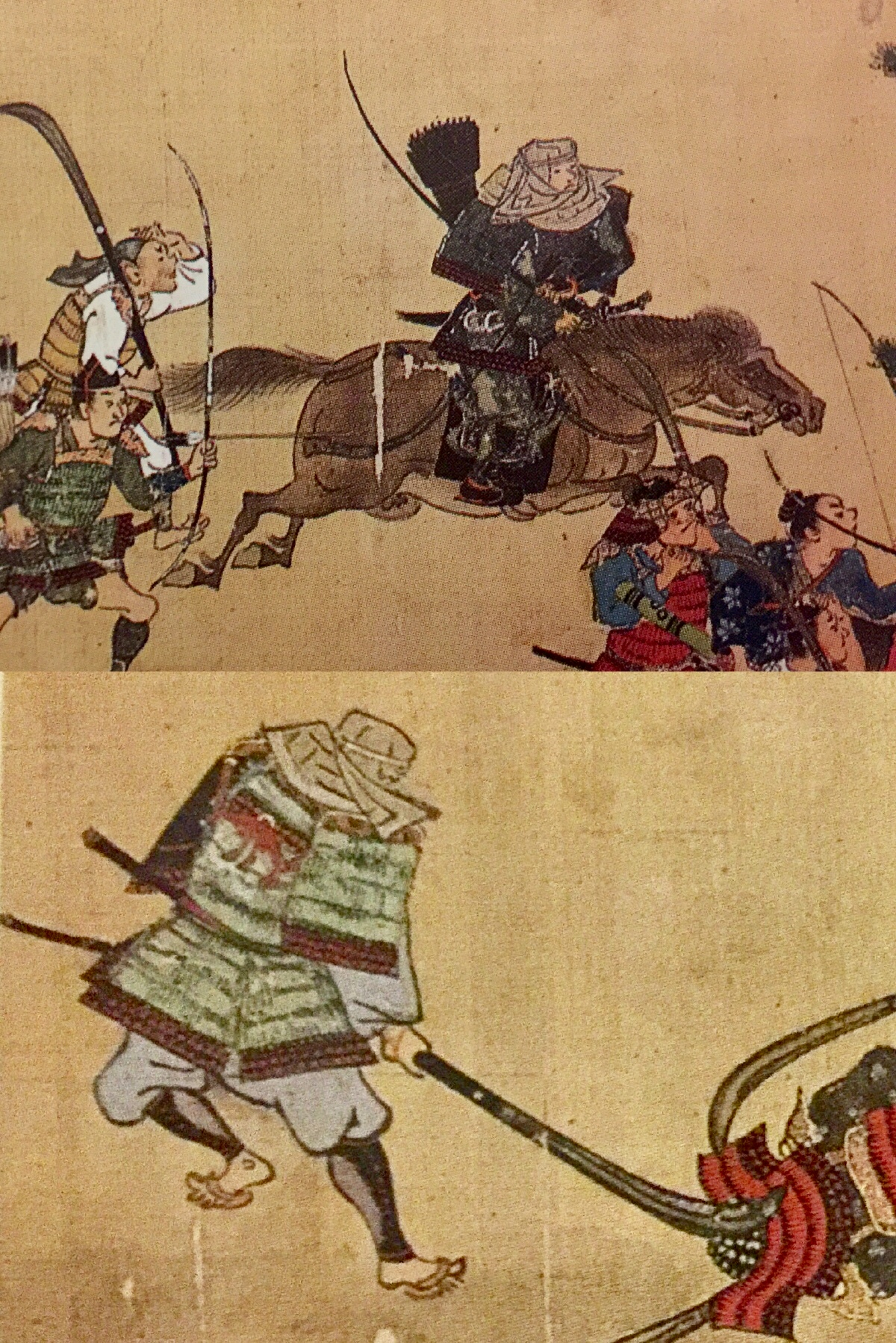
興福寺の僧兵（春日権現験記）

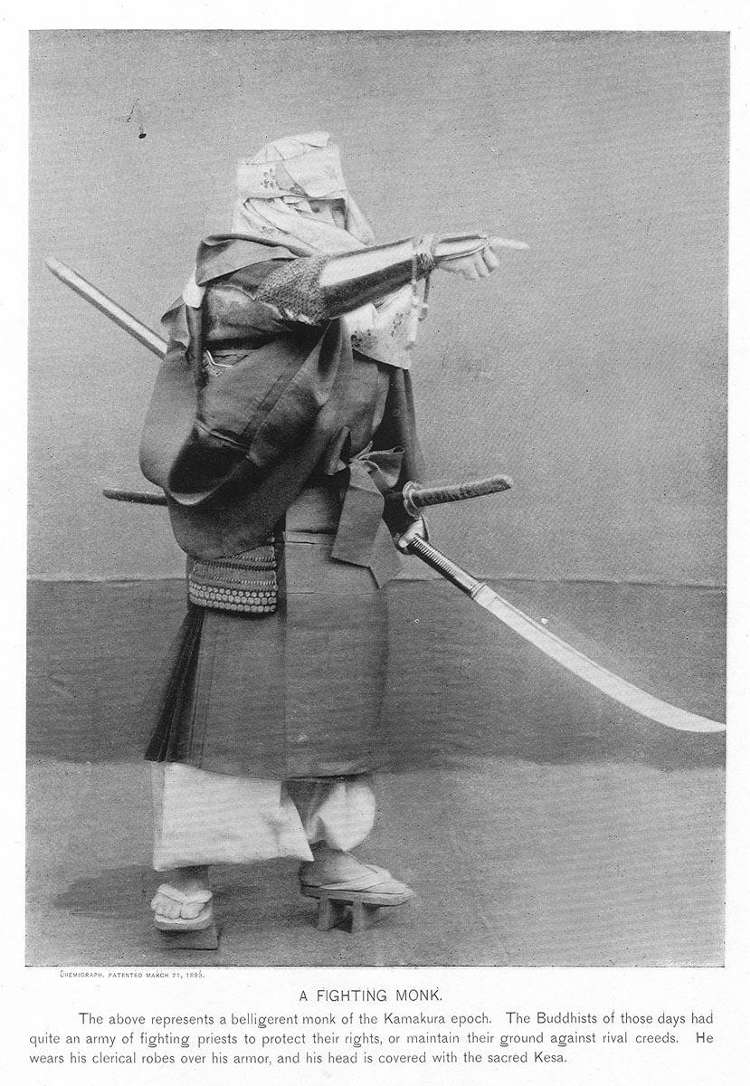
僧兵の姿の再現、1895年

僧兵（そうへい）とは、日本の古代後期から中世、近世初頭にかけて存在した僧形の武者である。

## 概要
京都・奈良の大寺院の雑役に服する大衆（堂衆）が自衛武装したもの。法師武者あるいは僧衆、悪僧というが、それを江戸時代以降「僧兵」と呼称した言葉である。ちなみに悪僧の「悪」は悪党の悪と同じで「強い」という意味合いである。主に寺社勢力に所属する武装集団である。その風貌は絵巻物などに描かれ、裹頭（かとう、頭を包む布）や、高下駄、薙刀などが特徴とされる。髪は剃っていなかった可能性が高い。なお、これに対し、神社に所属する武装集団を神人（じにん）という。また、日本以外の仏教国家にも嵩山少林寺のように僧兵として武装集団を組織する仏教僧の集団がおり、広義には武装した宗教集団を指すこともある。その場合はヨーロッパの騎士修道会も含まれることがある。
僧兵や神人が活躍した時代は社会が乱れる一方で、広大な寺領・神領を経営する立場にある寺社は、盗賊のみならず、国府や権門・在地領主らの武装勢力など、さまざまな勢力との紛争を抱えることとなった。よって境内と荘園の治安維持や他勢力への対抗のため、他の荘園と同様に寺院・神社も武装することになった。
平安時代末期には強大な武力集団となり、興福寺・延暦寺・園城寺（三井寺）、東大寺などの寺院を拠点として、寺院同士の勢力争いや、朝廷や摂関家に対して強訴をくりかえした。特に、興福寺（南都）は衆徒（奈良法師）、延暦寺（北嶺）は山法師、園城寺は寺法師と呼ばれた。宗教的権威を背景とする強訴は僧兵の武力以上の威力をもち、しばしば朝廷や院を屈服させることによって、国府や他領との紛争を自らに有利に解決させた。また寺社同士の抗争も激しく、しばしば焼き討ちも行われた。延暦寺と園城寺（「山門」と「寺門」）の抗争などが著名である。白河法皇は、自分の意のままにならないもの（天下の三不如意）として「賀茂川の水（鴨川の流れ）・双六の賽（の目）・山法師（比叡山の僧兵）」を挙げており、僧兵の横暴が朝廷の不安要素であったことがうかがえる。

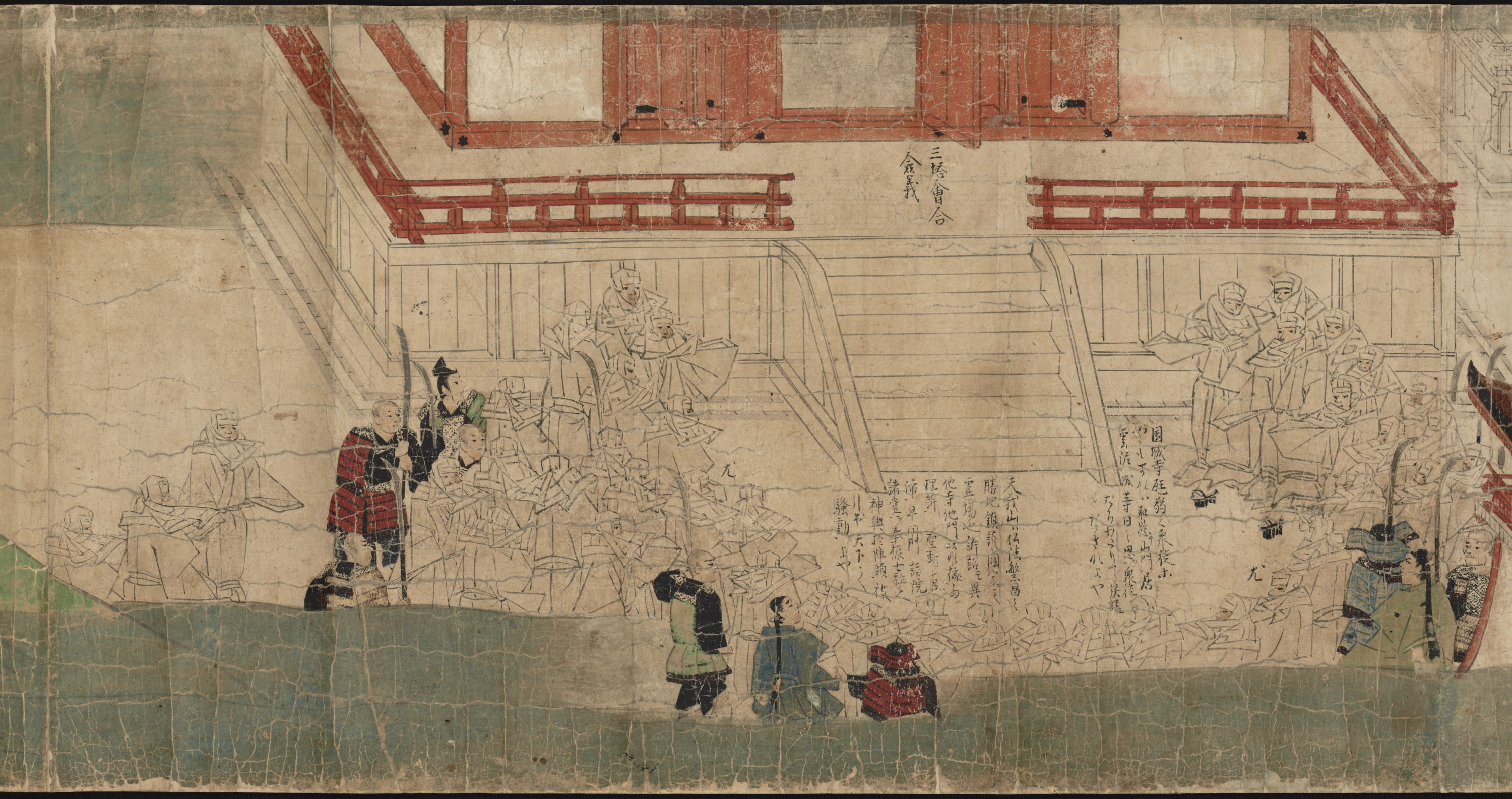
紙本著色天狗草紙（延暦寺巻の部分）、13世紀

以仁王の挙兵では平家とも争う。『平家物語』の武蔵坊弁慶などにも、その描写がみられる。源平の争乱の時には熊野水軍を取り仕切っていた熊野別当にたいし双方から政治的な取引がなされた例などが著名である。
室町時代に、かつて義円と名乗り天台座主だった足利義教が、僧兵の軍事力と粗暴さを熟知しているため、延暦寺討伐に動き出して大規模の弾圧を実施した（後年の織田信長も同様のことをやっている）。
各地の有力寺社が軍事力を保持する傾向は1585年から1588年（天正16年）にかけて出された豊臣秀吉による刀狩令まで続いた。

## 思想的背景
院政期以降、戒（戒律）・定（禅定、ヨーガ）・慧の三学のうち、慧学のみを重んじ、戒・定の実践を軽視する風潮が強まり、天台宗においては本覚思想として現れた。本覚思想は、「凡夫を即時的に如来と同一視し、罪業や悪を恐れず修行も無用」とする議論を特徴とした。比叡山延暦寺の僧兵はこれにより己の蛮行を正当化しており、『平家物語』では、「罪業本ヨリ所有ナシ。妄想顚倒ヨリ起ル。心性源清ケレバ、衆生即仏也。」と謳って清水寺焼き討ちの暴挙に出る姿が描かれている。。

## 主な僧兵団
戦国時代の有力僧兵団として以下の例がある。

### 南都北嶺
- 興福寺 - 奈良法師と称された多数の僧兵を抱え大和一国を治める実力を持つに至る。戦国時代は織田信長と同盟を結びながら、勢力を維持し続けた。宝蔵院流槍術の開祖・胤栄なども有名。
- 延暦寺 - 天台宗の開祖・伝教大師最澄が開山した。王城鎮護の霊山として君臨しながら、山法師と称された数千人の僧兵を擁したが、1571年に織田信長による比叡山焼き討ちに遭い、以後軍事力を喪失した。

### その他
東北地方
- 出羽三山 - 修験道場として隆盛し、最盛期には8千人の僧兵を擁した。豊臣秀吉の刀狩りに応じて武具を供出。
- 恵日寺 - 真言宗豊山派の寺院で、3000人ともいわれる僧兵を擁し、実質的に会津を支配下に置いていた。しかし、1589年（天正17年）の摺上原の戦いに勝利した伊達政宗が会津へ侵入した際にその戦火に巻き込まれ、軍事力を喪失した。

関東地方
- 輪王寺 - 多数の僧兵を抱え、下野でも有数の武装勢力になる。後北条氏に荷担したため、豊臣秀吉により弾圧され、寺領を没収され衰退。関東に移封された徳川家康の保護により、勢力を回復する。

北陸地方
- 白山平泉寺 - 延暦寺末寺として、最盛期には8千人の僧兵を抱えて越前に勢力を伸ばす。天正2年（1574年）、一向一揆との抗争で全山が焼失。勢力が弱まる。織田信長、豊臣秀吉と早くから結び、寺領を回復する。
- 天平寺 - 真言宗の寺院で、山岳信仰の拠点霊場として栄えた。3千にも及ぶ僧兵を抱えた能登有数の勢力であった。1582年（天正10年）本能寺の変直後の混乱に乗じて、越後の上杉方についていた能登畠山氏旧臣が蜂起し、天平寺衆徒と共に石動山に立て籠ったため、前田利家、佐久間盛政、長連龍らの織田軍に焼き討ちされ、壊滅した。
- 真宗大谷派井波別院瑞泉寺 - 一向宗の寺院で、越中一向一揆の拠点であった。天正9年（1581年）、織田信長の北陸方面軍、佐々成政の焼き討ちに遭い、軍事力を喪失した。
- 勝興寺 - 一向宗の寺院で、越中一向一揆の拠点であった。瑞泉寺と並んで越中一向一揆の中心勢力として猛威を振るったが、天正9年（1581年）に石黒成綱に焼き討ちされ、軍事力を喪失した。
- 尾山御坊 - 一向宗の寺院で、加賀一向一揆の拠点であった。織田信長の北陸方面軍、佐々成政に敗れ、軍事力を喪失した。
- 吉崎御坊 - 一向宗の寺院で、加賀・越中などの門徒を集め北陸における一向一揆の拠点となったが、永正3年（1506年）、九頭竜川の戦いで朝倉宗滴に敗れ、勢力を失った。

東海地方
- 諏訪大社 - 武田信玄に制圧され、軍事力を喪失した。大名家としては江戸時代に再興したが、神官家とは分かれることになった。
- 浅間大社 - 武田信玄による駿河侵攻に巻き込まれる。武田を相手に頑強に抵抗したが、穴山信君を通して降伏し、軍事力を失った。
- 本證寺 - 一向宗の寺院で、三河一向一揆の際には上宮寺・勝鬢寺などとともに一向宗門徒の拠点の1つとなり徳川家康に対して頑強に抵抗したが、1564年の小川の戦いで敗れ勢力を失った。
- 照蓮寺 - 一向宗の寺院で、帰雲城・城主内ヶ島氏と手を結んだことにより照蓮寺の勢力は拡大し、全盛期には大名に匹敵するほどの大勢力を築いた。三木氏の後に飛騨国を治めた金森長近はそれを恐れ、1588年（天正16年）、高山城城下に移転させるなどの弾圧政策を取り、勢力を失った。
- 願証寺 - 一向宗の寺院で、長島一向一揆の拠点として伊勢湾一帯を治める大勢力であった。織田信長に対して3度に渡って激しく抵抗したが、天正2年（1574年）の第三次長島侵攻で激戦の末に壊滅した。

近畿地方
- 石山本願寺 - 独自の僧兵集団ではなく、各地の門徒（多くは国人や庶民）を動員した一向一揆を通じて絶大な影響力・軍事力を誇ったが、石山合戦に敗れ壊滅、軍事力を喪失した。
- 高野山 - 真言宗の開祖・空海（弘法大師）が開山した。高野衆と称された大規模な僧兵集団を擁し、天正9年（1581年）の際には紀州征伐の際は信長勢を撃退している。信長の死後、天正13年（1585年）に豊臣秀吉によって行われた紀州征伐の際には秀吉の降伏勧告に応じ、軍事力を喪失した。
- 聖衆寺 - 千人もの僧兵を抱える真言宗の大寺院であったが、天正年間（1573年 - 1593年）に織田信長の家臣滝川一益の北伊勢侵攻の際に焼き討ちされて壊滅的な被害を受けた。江戸時代になってから焼け残った堂宇で復興したが、かつての面影は無い。
- 根来寺 - 真言宗から独立した新義真言宗の寺院で、根来衆とよばれる僧兵1万を擁した紀州屈指の大勢力であった。また、根来寺僧によって種子島から伝来したばかりの火縄銃1挺が持ち帰られたことをきっかけに、津田流砲術の開祖・津田算長をはじめ、強力な鉄炮隊で保持していた。天正13年（1585年）、豊臣秀吉による紀州征伐で制圧され、軍事力を喪失した。
- 三嶽寺 - 平安時代初期の大同2年（807年）に最澄（伝教大師）によって開かれたと伝わる天台宗山門派の大寺院で、元々鈴鹿山脈の国見岳にあったが、織田信長が比叡山焼き討ちを行う3年前の永禄11年(1568年)に織田信長の命により、滝川一益の軍勢が押し寄せ、当時三岳寺には数百人もの僧兵が居て勇敢に戦ったものの多くの堂宇が悉く兵火により灰燼に帰した。三岳寺の近くの湯の山温泉では、毎年10月初旬には織田信長の軍勢に立ち向かい勇敢に戦った僧兵を忍んで僧兵まつりが行われている。
- 粉河寺 - 天台宗系の寺院で、粉河衆と称された中小規模の僧兵集団を擁していた。天正13年（1585年）、豊臣秀吉による紀州征伐で制圧され、軍事力を喪失した。
- 日前神宮・國懸神宮 - 広大な社領を有し、地方大名に匹敵するほどの武力をもっていた。実際に、雑賀衆と度々武力衝突を起こしている。天正13年（1585年）、豊臣秀吉による紀州征伐で制圧され、軍事力を喪失した。
- 妙楽寺 - 興福寺と度々武力衝突を起こす。天正13年（1585年）、大和に入国した豊臣秀長の武装解除要求に応じ、武具を供出。
- 金峯山寺 - 多くの僧兵（吉野大衆と呼ばれた）を抱え、その勢力は南都北嶺（興福寺と延暦寺の僧兵を指す）にも劣らないといわれた。天正13年（1585年）、大和に入国した豊臣秀長の武装解除要求に応じ、武具を供出。

中国地方
- 大山寺 - 天台宗の寺院で、鎌倉時代には3千人の僧兵を擁していたが、度々僧兵同士の武力衝突を起こした。戦国時代も勢力を維持したが、豊臣秀吉の刀狩りにより軍事力を喪失。
- 鰐淵寺 - 天台宗の寺院で、広大な寺領と多数の僧兵を抱えた出雲有数の勢力となる。戦国時代は毛利元就の手厚い保護のもと勢力を維持したが、豊臣秀吉の刀狩りにより軍事力を喪失。毎年10月には弁慶まつりが行われている。
- 出雲大社 - 鰐淵寺と関係が深く、同寺と並ぶ出雲有数の勢力であった。豊臣秀吉の刀狩りにより軍事力を喪失。
- 厳島神社 - 厳島神主家は広島湾一帯を支配する水軍を備えた国人勢力として活動したが、天文9年（1540年）の吉田郡山城の戦いで大内氏・毛利氏に反旗を翻して、尼子氏に付いた。しかし翌年、吉田郡山城の戦いで毛利・大内連合軍が勝利すると、大内氏に制圧され、軍事力を喪失した。

四国地方
- 八坂寺 - 真言宗の寺院で、熊野権現を勧進して十二社権現とともに祀り、修験道の根本道場として栄え、僧兵も擁していた大寺であったが、天正年間（1573年 - 1592年）に焼失してからは寺域も縮小し、勢力が弱まる。

九州地方
- 宗像大社 - 大宮司であった宗像氏貞の時代に最大の版図を築くが、氏貞が後継がないまま急死した後、豊臣秀吉の九州の役の際に社領を没収されて軍事力を失った。
- 阿蘇神社 - 肥後国一宮とされて崇敬を受け、広大な社領を有していた。当主・阿蘇氏は戦国大名としても活躍したが、豊薩合戦の際、真っ先に島津氏の侵略を受けて降伏、さらに豊臣秀吉の九州の役の際に社領を没収され、大名としては終焉した。
- 宇佐神宮 - 豊前国一宮として厚い崇敬を受け、九州一の荘園領主として、また実質的に宇佐郡を中心とした国人領主の盟主として繁栄を誇った。家末社にあたる八幡奈多宮出身の田原親賢が方分（守護代）となって以降、大友氏と敵対するようになり、焼き討ちされるに及んで勢力を失った。のちに宇佐神宮の社家出身の時枝鎮継（九州征伐後、黒田氏の家臣となっていた）は石垣原の戦いで大友氏滅亡に一役買うことになった。
- 英彦山 - 修験道場として隆盛し、最盛期には数千名の僧兵を擁した。英彦山が秋月種実と軍事同盟を結んだため、天正9年（1581年）、敵対する大友義統による彦山焼き討ちを受けて敗れ、勢力が弱まる。
- 護国寺・如法寺 - 求菩提山護国寺は修験道場で、常在山如法寺はもともとその末寺の一つ。13世紀頃から所領を巡って対立を続け、16世紀には大内氏の介入を招く。

## その他
- 中世の惣村など私領の警備等の世襲職業の氏名に惣兵衛や惣平（そうへい）があるが、僧兵の諱かは明らかではない。

## 関連文献
- 衣川仁『僧兵=祈りと暴力の力』講談社、2010年。ISBN 4062584859
- 日置英剛『僧兵の歴史―法と鎧をまとった荒法師たち』戎光祥出版、2003年。ISBN 4900901288
- 勝野隆信『僧兵』至文堂、1955年。NCID BN04683079、全国書誌番号:55011828
- 衣川仁『中世寺院勢力論 悪僧と大衆の時代』吉川弘文館、2007年　オンデマンド版　2022年　ISBN　9784642728690